# Osphyoplesius anophthalmus
Osphyoplesius anophthalmus is een keversoort uit de familie blauwe schorskevers (Pythidae). De wetenschappelijke naam van de soort werd in 1915 gepubliceerd door Albert Winkler.